# Napeogenes upina
Napeogenes upina är en fjärilsart som beskrevs av Krüger 1925. Napeogenes upina ingår i släktet Napeogenes och familjen praktfjärilar. Inga underarter finns listade i Catalogue of Life.